# Mihály Cseszneky
Mihály Cseszneky de Milvány era un noble húngaro y héroe de las luchas fronterizas en el decimosexto siglo. Miembro de la familia de Cseszneky.

## Biografía
Mihály Cseszneky fue designado jefe-teniente en el castillo de Várpalota en 1559, después de que él y Balázs Baranyai hubieran liberado varias aldeas bajo ocupación de los Otomanos en la parte meridional de los condados de Veszprém y de Fejér. Por sus méritos el rey Fernando I le donó las aldeas de Bakonynána, Dúdar, Káloz, Láng, Aba y Felegres.
Siendo la mano derecho del castellan György Thury, en 1566 él desempeñó un papel importante en la defensa del castillo de Várpalota con 450-500 guerreros húngaros contra los 7000-8000 soldados turcos de Arslan, Pasha de Buda. Bajo dirección del castellan Thury y del jefe-teniente Cseszneky los defensores soportaron con éxito el sitio hasta que las tropas del conde Salm llegaron de Győr. Entonces los guerreros de Várpalota ayudaron al Salm en la reconquista de Veszprém y Tata.

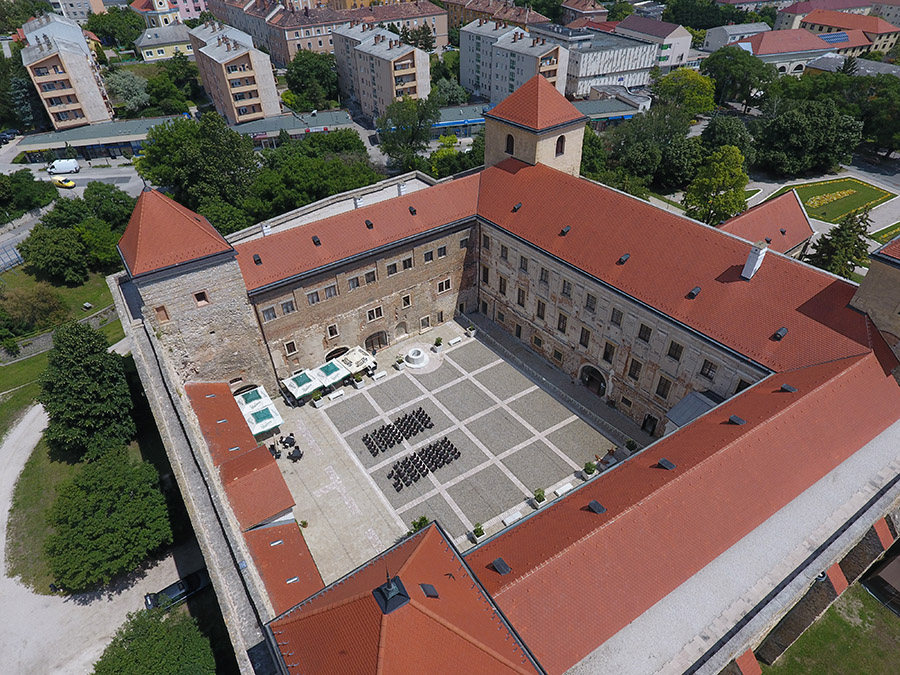
Castillo de Várpalota

A pesar de haber estado reconocido como héroe, Cseszneky no recibió bastante dinero de la Hacienda Real para el mantenimiento del castillo de Várpalota, así se vio obligado a conseguir fondos haciendo saqueos contra los Otomanos, y a veces rescate a la gente local. En 1588 los aldeanos de la región se quejaron a Ferenc Nádasdy, el “bey negro” sobre Cseszneky. Sin embargo, su comportamiento no era excepcional en aquellos tiempos, y no había otros medios de manejar la defensa del castillo y la de los campesinos contra los ataques turcos.